# 7911 Карлпілчер
7911 Карлпілчер (7911 Carlpilcher) — астероїд головного поясу, відкритий 8 вересня 1977 року.
Тіссеранів параметр щодо Юпітера — 3,216.